# Uncharted: Fortune Hunter
Uncharted: Fortune Hunter è un videogioco rompicapo spin-off della serie Uncharted pubblicato il 5 maggio 2016.
Il gioco contiene oltre 200 puzzle da risolvere nei livelli presenti.

## Trama
Nathan Drake affronta l'incessante ricerca dei tesori appartenuti ai pirati, agli avventurieri e ai ladri più famigerati della storia.

## Contenuti sbloccabili
Nel gioco sono presenti molti contenuti sbloccabili che possono essere usati nel gioco stesso e nel multiplayer di Uncharted 4: Fine di un ladro.

## Accoglienza
Multiplayer.it afferma: "Uncharted: Fortune Hunter è un prodotto riuscito, che adatta atmosfere e personaggi della serie Naughty Dog ad un contesto totalmente differente. Il risultato è un puzzle game accessibile ma intrigante, fondato su meccaniche robuste e convincenti e del tutto in grado di farsi apprezzare tanto dall'utenza casual che da quella composta da giocatori più esperti, con questi ultimi che troveranno ulteriori stimoli nella possibilità di sbloccare contenuti esclusivi e bonus nello splendido Uncharted 4. Un download quindi consigliato", dando una valutazione pari a 8.2/10.